# Hultanäs station
Hultanäs är en station i Hultanäs och Svartarp vid tidigare Växjö-Åseda-Hultsfreds Järnväg i Näshults socken i Vetlanda kommun.       
Hultanäs station öppnades 1911 och hade ett frilastspår med plats för 17 vagnar och en lastkaj med plats för sex vagnar. Det fanns också tidigare också en poststation i anslutning till stationshuset.
Stationshuset är i samma stil som de i Triabo och Mosstorp, med en fasad som är klädd med faluröd liggande panel.